# Evelyn King
Pour les articles homonymes, voir King.
Evelyn « Champagne » King, née le 1er juillet 1960 dans le Bronx, New York, est une chanteuse américaine de R&B et funk. Elle a été très célèbre à la fin des années 1970 et au début des années 1980 avec des tubes comme Shame, I'm in Love, Love Come Down ou encore If You Want My Lovin .

## Biographie
Née dans le Bronx en 1960, Evelyn King est élevée à Philadelphie depuis ses 12 ans. Son père était chanteur dans les groupes The Harptones et The Orioles et chorégraphe pour Buddy Holly. Son oncle était Avon Long. Sa sœur, Wanda King, chanteuse notamment du groupe funk Rocket qui a sorti un album en 1982, est décédée en 2015.
À 14 ans, elle est membre d'un groupe de musique local et aide sa mère femme de ménage. Alors qu'elle chante la chanson A Change Is Gonna Come de Sam Cooke en aidant sa mère qui travaille comme femme de ménage et réceptionniste dans les bureaux de Philadelphia International Records et Sigma Sound Studios, elle est découverte par le producteur T. Life. Ce dernier lui fait signer un contrat chez RCA Records.
Elle choisit le surnom « Champagne » en rapport avec son surnom « Bubbles » (bulles) que sa mère lui a donné dès son plus jeune âge.
À 16 ans, elle commence les tournées avec Parliament Funkadelic, Sun, Rick James, aidée par ses parents qui sont ses managers.
Son premier album studio, Smooth Talk, est publié le 17 août 1977. Il se classe à la quatorzième place du Billboard 200 et est certifié disque d'or par la Recording Industry Association of America (RIAA) le 6 septembre 1978. Mais c'est avec le single Shame qu'elle connaît le succès. Ce dernier se classe dans le top 10 des charts américains. Un autre titre extrait de l'album, I Don't Know If It's Right, est également certifié disque d'or.
En 1979, King publie son deuxième album, Music Box. Il se classe 12e au Top R&B/Hip-Hop Albums et 35e au Billboard 200 et est également certifié disque d'or le 25 avril 1979.
En 1980, sort Call on Me.
Au début des années 1980, sa maison de disques RCA retire de son nom le mot « Champagne » sans son consentement, le temps de deux albums : I'm in Love en 1981 et Get Loose en 1982 pour la rendre plus « mature ». Ce dernier se classe à la première place du Top R&B/Hip-Hop Albums et est certifié disque d'or le 14 décembre 1982. Le single Love Come Down prend la première place du Hot R&B/Hip-Hop Songs tandis que Betcha She Don't Love You se classe à la deuxième.
Jusqu'à la fin des années 1980, King publie plusieurs albums qui connaissent un honnête succès : Face to Face (1983), So Romantic (1984) et A Long Time Coming (A Change Is Gonna Come) (1985).
En 1988, la chanteuse signe sur le label EMI America chez qui elle publie Flirt puis The Girl Next Door, l'année suivante.
En 1995, sort I'll Keep a Light On, à la suite duquel King fait une pause dans sa carrière.
Le 20 septembre 2004, l'album Shame est intronisé au Dance Music Hall of Fame.
En 2007, après douze ans d'absence, King revient avec l'album Open Book, publié chez RNB Entertainment Group.
En 2011, elle collabore avec le producteur de deep house, Miguel Migs, sur le titre Everybody, extrait de l'album Outside the Skyline.
En 2015, avec Martha Wash et Linda Clifford, elle forme le groupe First Ladies Of Disco avec le titre Show Some Love.
La même année, elle chante le titre Dance All Night avec son frère Johnny King.
Elle puise son inspiration dans les œuvres de Patti Labelle, Linda Jones et Chaka Khan.

## Discographie

### Albums studio
- 1977 : Smooth Talk
- 1979 : Music Box
- 1980 : Call on Me
- 1981 : I'm in Love
- 1982 : Get Loose
- 1983 : Face to Face
- 1984 : So Romantic
- 1985 : A Long Time Coming (A Change is Gonna Come)
- 1988 : Flirt
- 1989 : The Girl Next Door
- 1995 : I'll Keep a Light On
- 2007 : Open Book

### Compilations
- 1990 : The Best of Evelyn "Champagne" King
- 1993 : Love Come Down: The Best of Evelyn "Champagne" King'
- 1997 : Let's Get Funky
- 2001 : Greatest Hits
- 2003 : Platinum & Gold Collection
- 2006 : If You Want My Lovin'
- 2014 : Action: The Evelyn "Champagne" King Anthology, 1977-1986